# Krilan Le Bihan
Krilan Le Bihan (1998) es un deportista francés que compite en duatlón. Ganó dos medallas en el Campeonato Mundial de Duatlón, oro en 2022 y bronce en 2023, y una medalla de plata en el Campeonato Europeo de Duatlón de 2020.

## Palmarés internacional
| Campeonato Mundial | Campeonato Mundial    | Campeonato Mundial | Campeonato Mundial |
| Año                | Lugar                 | Medalla            | Prueba             |
| ------------------ | --------------------- | ------------------ | ------------------ |
| 2022               | Târgu Mureș (Rumania) | Medalla de oro     | Individual         |
| 2023               | Ibiza (España)        | Medalla de bronce  | Individual         |
| Campeonato Europeo |                       |                    |                    |
| Año                | Lugar                 | Medalla            | Prueba             |
| 2020               | Punta Umbría (España) | Medalla de plata   | Individual         |